# Sally Yee
Sally Yee (* 10. April 2001 in Suva) ist eine Tischtennisspielerin aus Fidschi. Sie nahm an den Olympischen Spielen 2016 und an der Weltmeisterschaft 2016 teil.

## Werdegang
Sally Yee entstammt einer Tischtennisfamilie. Angeleitet von ihren Eltern kam sie zum Tischtennissport. Erster internationaler Erfolg war der Gewinn der Bronzemedaille im Mixed bei den Ozeanienmeisterschaften 2016. Im gleichen Jahr qualifizierte sie sich für die Teilnahme an den Olympischen Spielen. Hier war sie mit 15 Jahren und 128 Tagen beim Start des Turniers die jüngste Tischtennisspielerin. Bereits in der Vorrunde schied sie mit 0:4 gegen Offiong Edem (Nigeria) aus.

## Familie
Sallys Mutter Harvi Yee gewann die nationale Meisterschaft von Fidschi. Ihre Schwester Grace, 2018 die Nummer 1 in der nationalen Rangliste, gehörte zur Damenmannschaft Fidschis bei den Commonwealth-Games. 